# 岐阜大学教育学部附属小学校
岐阜大学教育学部附属小学校（ぎふだいがくきょういくがくぶふぞくしょうがっこう）は、かつて岐阜県岐阜市加納にあった岐阜大学附属の国立小学校。
2020年（令和2年）4月に岐阜大学教育学部附属中学校と統合し、義務教育学校の岐阜大学教育学部附属小中学校となった。校舎は岐阜大学教育学部附属小中学校北校舎、講堂は岐阜大学教育学部附属小中学校北体育館、運動場は岐阜大学教育学部附属小中学校北運動場に転用された。

## 沿革
- 1873年（明治6年）12月 - 岐阜県師範研修学校が大垣町に創立され、興文第一校・第二校・第三校及び興文第四校が附属小学校に充てられる。
- 1877年（明治10年） - 師範研習学校が厚見郡今泉村移転し、興文第一校・第二校・第三校、及び六街学校の附属小学校指定を廃止。今泉学校および小熊学校が附属小学校に充てられる。
- 1880年（明治13年） - 専属小学校を新築し開校。今泉学校および小熊学校の附属小学校指定を廃止。
- 1899年（明治32年） - 師範学校が稲葉郡加納町に移転する。同時に附属小学校も移転する。
- 1934年（昭和9年） - 岐阜県師範学校が岐阜市長良に移転。移転のさい|師範学校附属小学校が廃止されたため、長良尋常小学校が岐阜県師範学校代用附属小学校に充てられる。
- 1949年（昭和24年） - 新制岐阜大学が発足。
- 1952年（昭和27年） - 岐阜大学学芸学部附属小学校が開校。長良小学校は代用附属小学校の任を解かれるが、岐阜大学学芸学部附属小学校は長良小学校に併設となる。
- 1954年（昭和29年）4月 - 岐阜市加納大手町の旧岐阜大学学芸学部加納教室の建物を附属小学校に充て発足。長良小学校の附属小学校指定を廃止。
- 1961年（昭和36年）4月 - 通常学級に加えて特殊学級（知的障害児学級）を設置。
- 1966年（昭和41年）4月 - 岐阜大学教育学部附属小学校と改称。
- 1975年（昭和50年）10月 - 主事制廃止、副校長制を実施。
- 2004年（平成16年）4月 - 国立大学法人法により国立大学法人岐阜大学に移管。
- 2020年（令和2年）3月 - 岐阜大学教育学部附属中学校と統合。義務教育学校の岐阜大学教育学部附属小中学校の開校により廃校。

## 出身有名人
- 赤塚瑞樹（独立リーグ野球選手）
- 佐藤典克（陶芸家）